# سش!
سَش! (انگلیسی: !Sash) نام یک گروه موسیقی آلمانی است که عضو اصلی آن ساشا لاپسن است، و به همراه رالف کپمیر و توماس آلیسون لودک به دی‌جی و تهیّه‌کنندگی مشغولند. او بیش از هر چیز به‌خاطر دو ترانهٔ مشهورش "Adelante" و "Ecuador" شناخته می‌شود.

## آلبوم‌ها
- ۱۹۹۷ - It's My Life
- ۱۹۹۸ - Life Goes On
- ۲۰۰۰ - Trilenium
- ۲۰۰۰ - (Encore Une Fois (The Greatest Hits
- ۲۰۰۲ - !S۴ Sash
- ۲۰۰۷ - ۱۰th Anniversary

### تک‌ترانه‌ها
- It's My Life - ۱۹۹۶
- Encore Une Fois - ۱۹۹۷
- Ecuador - ۱۹۹۷ (با حضور ردریگوئز)
- ۱۹۹۷ - Stay (با حضور لا ترک)
- La Primavera - ۱۹۹۸
- Mysterious Times - ۱۹۹۸ (با حضور تینا کازینز)
- Move Mania - ۱۹۹۸ (با حضور شانون)
- Colour The World - ۱۹۹۹ (با حضور داکتر آلبان)
- Adelante - ۲۰۰۰
- Just Around The Hill - ۲۰۰۰ (با حضور تینا کازینز)
- With My Own Eyes - ۲۰۰۰ (با حضور اینکا)
- Ganbareh! - ۲۰۰۲
- Run - ۲۰۰۲ (با حضور بوی گراژ)
- I Believe - ۲۰۰۳ (با حضور تی‌جی دیویس)
- ۲۰۰۸ - Raindrops (با استانت)